# Коваль Юрій Геннадійович
Юрій Геннадійович Коваль (2 серпня 1960 — 29 липня 2016) — сержант Збройних сил України, учасник російсько-української війни.

## Життєпис
Юрій Геннадійович Коваль народився 2 серпня 1960 року в селі Борисівка Приморського району Запорізької області. Після школи навчався у Омському політехнічному інституті. Жив і працював у м. Бердянськ. З самого початку АТО знаходився на передовій у складі добровольчих батальйонів: «Самооборона Бердянська», «ОУН», «ПС», «Карпатська Січ». Був одним із засновників ДБ «Берда», разом з яким брав участь у визволенні с. Широкине. З 6 серпня 2015 року воював у складі 93 ОМБР. Під час утримання шахти Бутівка було двічі поранено. З 6 серпня 2015 року повернувся до ладу командиром бронемашини 93-й ОМБр ЗСУ (позивний «Директор»).
Загинув 29 липня 2016 року внаслідок ДТП у районі с. Біла Гора, Попаснянський район, Луганська область.
У Юрія Коваля залишилися дружина та четверо дітей.
Поховали Юрія Геннадійовича 2 серпня 2016 року в м.Бердянську.

## Нагороди та вшанування
Награжден памятным нагрудным знаком 93 ОМБР "93 ОМБР" сер. А №1108 в 12.11.2015 г.
Рішенням сесії Бердянської міської ради у 2016 році Ковалю Юрію Геннадійовичу було надано звання "Почесний громадянин міста Бердянська" посмертно.
Портрет на меморіалі "Стіна пам'яті полеглих за Україну" у Києві: секція 8, ряд 8, місце 35.